# Claudio Husaín
Claudio Daniel Husaín (* 20. November 1974 in San Justo) ist ein ehemaliger argentinischer Fußballspieler.

## Karriere

### Verein
Husaín spielte in Argentinien von 1992 bis 2000 für Vélez Sarsfield. Mehrfach stand er danach in Reihen des River Plate (2000, 2002, 2003 bis 2004). Dazwischen war er 2001 und erneut 2002 beim SSC Neapel in Italien aktiv. In den Jahren 2004 und 2005 spielte er in Mexiko bei UANL Tigres. Es folgte von 2005 bis 2006 eine Station bei den Newell’s Old Boys. Ebenfalls 2006 war er Spieler bei CA San Lorenzo de Almagro. 2007 bis 2008 stand er wieder in Reihen der Newell’s Old Boys.
In der Apertura 2009 bestritt er sechs Erstligaspiele (kein Tor) für den uruguayischen Klub Defensor Sporting. Im Februar 2010 kam er noch in zwei Partien (kein Tor) für Audax Italiano in der chilenischen Primera División zum Einsatz.

### Nationalmannschaft
Husaín war Mitglied der argentinischen U-17-Nationalmannschaft. Er spielte außerdem von 1998 bis 2002 für die argentinische Nationalmannschaft. Mit dieser nahm er an der Weltmeisterschaft 2002 teil, wurde beim Turnier aber nicht eingesetzt.

## Trivia
In Argentinien bekam er wegen seiner libanesischen und syrischen Abstammung den Spitznamen El Turco („Der Türke“). 